# Aleksandr Aleksandrovich Bogdanov
Aleksandr Aleksandrovich Bogdanov (phiên âm tiếng Việt: Bô-gđa-nốp; tên khai sinh: Malinovsky; 22 tháng 8 năm 1873 [lịch cũ 10 tháng 8] – 7 tháng 4 năm 1928) là một bác sĩ, triết gia, cây bút khoa học viễn tưởng, và nhà cách mạng Bolshevik người Nga. Ông gia nhập Đảng Lao động dân chủ Xã hội Nga vào năm 1898. Sau sự đứt gãy ý thức hệ trong nội bộ Đảng, Bogdanov đã ngả về cánh Bolshevik của Vladimir Lenin, chống lại cánh Menshevik của Yuli Martov.

### Sách
- Biggart, John; Gloveli, Georgii (2017). Bogdanov and His Work: A Guide to the Published and Unpublished Works of Alexander A Bogdanov (Malinovsky) 1873-1928 [Bogdanov và công trình của ông: Một chỉ dẫn tới các công trình đã được ấn hành và chưa được ấn hành của Alexander A Bogdanov (Malinovsky) 1873-1928]. Anh: Taylor & Francis. ISBN 1351955012.
- Jensen, K. M. (1978). Beyond Marx and Mach: Aleksandr Bogdanov's Philosophy of Living Experience [Hơn cả Marx và Mach: Triết học của Aleksandr Bogdanov về trải nghiệm sống] (PDF). Hoa Kỳ: D. Reidel. ISBN 9027709289.
- Krementsov, Nikolai (2011). A Martian Stranded on Earth: Alexander Bogdanov, Blood Transfusions, and Proletarian Science [Người Sao Hỏa kẹt ở Trái Đất: Alexander Bogdanov, Kỹ thuật truyền máu, và Khoa học vô sản]. Anh: Nhà xuất bản Đại học Chicago. ISBN 0226454142.
- Mally, Lynn (1990). Culture of the Future: The Proletkult Movement in Revolutionary Russia [Văn hóa của tương lai: Phong trào Proletkult ở nước Nga cách mạng]. Hoa Kỳ: Nhà xuất bản Đại học California. ISBN 0520065778.
- Rosenthal, Bernice Glatzer (2010) [2002]. New Myth, New World: From Nietzsche to Stalinism [Huyền thoại mới, Thế giới mới: Từ Nietzsche tới Chủ nghĩa Stalin]. Anh: Nhà xuất bản Đại học Quốc gia Pennsylvania. ISBN 0271046589.
- Rowley, David G. (2017) [1987]. Millenarian Bolshevism 1900-1920: Empiriomonism, God-Building, Proletarian Culture [Chủ nghĩa Bolshevik hoàng kim luận 1900-1920: Thuyết nhất nguyên kinh nghiệm, Kiến tạo Chúa, Văn hóa vô sản]. Anh: Taylor & Francis. ISBN 1315387603.
- Sochor, Zenovia A. (2018). Revolution and Culture: The Bogdanov-Lenin Controversy [Cách mạng và văn hóa: Mâu thuẫn Bogdanov-Lenin]. Hoa Kỳ: Nhà xuất bản Đại học Cornell. ISBN 1501732196.
- Stokes, Kenneth M. (1995). Paradigm Lost: A Cultural and Systems Theoretical Critique of Political Economy [Mẫu hình lãng quên: Một phê phán văn hóa và lý thuyết hệ thống về kinh tế chính trị]. Anh: M.E. Sharpe. ISBN 1563244845.
- White, James (2018). Red Hamlet: The Life and Ideas of Alexander Bogdanov [Ấp đỏ: Cuộc đời và tư tưởng của Alexander Bogdanov]. Hà Lan: Brill. ISBN 900426891X.

### Bài báo
- Ballestrem, Karl G. (1969). "Lenin and Bogdanov" [Lenin và Bogdanov]. Studies in Soviet Thought. Quyển 9 số 4. Springer. tr. 283–310. doi:10.1007/BF01044079. JSTOR 20098387.
- Gare, Arran (2000). "Aleksandr Bogdanov and Systems Theory" [Aleksandr Bogdanov và lý thuyết hệ thống]. Democracy & Nature. Quyển 6 số 3. tr. 341–359. doi:10.1080/10855660020020230. ISSN 1085-5661.
- Gorelik, George (1983). "Bogdanov's Tektology: Its Nature, Development and Influence" [Tektology của Bogdanov: Bản chất, sự phát triển và ảnh hưởng của nó]. Studies in Soviet Thought. Quyển 26 số 1. Springer. tr. 39–57. doi:10.1007/BF00832210. JSTOR 20099248.